# Yogana, Oaxaca
Yogana là một đô thị thuộc bang Oaxaca, México. Năm 2005, dân số của đô thị này là 1160 người.